# Abd-az-Zahrà (nom)
Abd-az-Zahrà és un nom masculí teòfor àrab islàmic xiïta (àrab: عبد الزهراء, ʿAbd az-Zahrāʾ) que literalment significa ‘Servidor d'az-Zahrà’, en referència a Fàtima az-Zahrà, filla del profeta Muhàmmad i esposa de l'imam Alí ibn Abi-Tàlib. Si bé Abd-az-Zahrà és la transcripció normativa en català del nom en àrab clàssic, també se'l pot trobar transcrit d'altres formes, normalment per influència de la pronunciació dialectal o seguint altres criteris de transliteració. Com a teòfor, també el duen musulmans xiïtes no arabòfons que l'han adaptat a les característiques fòniques i gràfiques de la seva llengua: persa: عبدالزهرا.